# کامروتا
کامروتا (به ایتالیایی: Camerota) یک کومونه در ایتالیا است که در استان سالرنو واقع شده‌است.

## خصوصیات
کامروتا ۷۰٫۱۸ کیلومترمربع مساحت و ۷٬۰۲۶ نفر جمعیت دارد و ۴۲۲ متر بالاتر از سطح دریا واقع شده‌است.

## خواهرخوانده
شهر چیتیلیو خواهرخواندهٔ کامروتا هست.